# Борисов Павло Сергійович
Павло Сергійович Борисов (20 березня 1956, Краматорськ, Сталінська область, УРСР) — російський джаз- та рок- бас-гітарист. Найбільш відомий по роботі у групі «ДДТ».

## Біографія
Народився 20 березня 1956 року у Краматорську Донецької області. Виріс у Ленінграді. З дитинства захоплювався музикою. Грав у шкільному ансамблі. Після школи вступив до СПБДПУ ІМаш «ЛМЗ-ВТУЗ», факультет атомного машинобудування, кафедра «Ядерні реактори та ядерні енергетичні установки». Досвідчений музикант, що грав свого часу у таких групах як «Орнамент», «Земляни», також співпрацював з Ларисою Доліною та Михайлом Боярським. Вони часто залучали його для участі у нових піснях.
Дід — Микола Івахін, майор, воював на 1-му Українському фронті. Мати — Ольга Івахіна.
«Я почав грати на гітарі у дворі, ще тоді захопився роком, а за освітою — інженер з атомних енергетичних установок, — пояснює Павло Борисов. Насправді люблю грати будь-яку музику, яка від серця. Це для мене — як повітрям дихати! Мені пощастило: за хобі гроші платять, та ще й по усьому світові проїхав не одного разу. За все життя не викурив жодної цигарки та не випив жодної пляшки пива».
У листопаді 1975 року був запрошений у колектив «Орнамент» за порадою гітариста «Гармонії» та «Аргонавтів» Юрія Алиніна. У вересні 1978 року барабанщик Володимир Кисельов переманив Ю. Старченко, П. Борисова, Н. Кудрявцева та О. Шмаргуненко у свою нову групу «Земляни». Старченко, Борисов та Кудрявцев пішли з «Землян» після першої ж поїздки.
У листопаді 1978 року Борисова запросили у ленінградську групу «Дві веселки», що грала джаз-рок, але у вересні 1979 року він пішов у групу «Калейдоскоп». Відзначився Борисов і участю в оркестрі «Діапазон».
У складі «Землян» Борисов підписав контракт з Кемеровською філармонією, забезпечивши собі можливість легальних концертних заробітків та виступів, та відправились у велике гастрольне турне по містах Сибіру та Уралу. Але пізніше пішли з групи В. Степанов, Н. Кудрявцев і П. Борисов (пізніше працював з «Джаз Діапазоном», «Джонатан Лівінгстон», «Секретом», В. Сюткиним, О. Розенбаумом).
Борисов має великий досвід роботи за кордоном — 7 років провів у Скандинавії, граючи джаз, навчаючись західному музикальному досвіду. З квітня 1998 року грає у групі «ДДТ». Прийшов туди на запрошення директора групи Олександра Тимошенко, колеги по «Орнаменту».
Він дуже вдало влився у колектив, це успішне, дуже своєчасне для групи придбання. Паша — дуже тонкий, дуже досвідчений музикант, на сцені від нього віє спокоєм. Йому сорок років, а виглядає він на двадцять п'ять, вранці бігає, купається.— Юрій Шевчук
Порятунок приходить у особі Паші Борисова за місяць до першого концерту. Щось втрачаємо, щось знаходимо. Костя раніше, Паша пізніше — прийшла-таки нова кров у стару групу.— Вадим Курильов
25 грудня 1998 року О. Тимошенко, В. Шнейдерман, Н. Кудрявцев, П. Борисов та А. Смаль були запрошені у програму «Старий Рок під Новий Рік» у петербурзький ДК ім. Дзержинського.
Грав на концертах групи Вадима Курильова «Електричні партизани». Борисов знаходився у старому концертному складі ще тоді, коли група «Курильов-бенд» існувала паралельно з «ДДТ». У серпні 1999 року, після фінальних гастролей ДДТ з програмою «Світ номер Нуль», Курильов, Борисов, Микита Зайцев та, приєднавшись до них, Микола Першин приступили до підготовки матеріалу свого альбому. Запис із робочою назвою «Поганий сон» повинен був початися восени 1999 року на студії ДДТ, однак, у вересні, у зв'язку з початком створення «Заметілі серпня», усі паралельні проекти довелося відкласти, залишилися лише чорнові варіанти пісень. З грудня 1999 року група виступала у Санкт-Петербурзі та Москві. Починаючи з 7 березня 2000 року вони назвали себе Курильов-бенд та дебютували у клубі «Зоопарк», потім у клубах «Молоко», «Сайгон» та «Факультет». У квітні-травні 2001 року у новому приміщенні студії ДДТ Курильов, Борисов та Першин заново переписали увесь альбом, що отримав назву «Дочекатися Годо». У січні 2003 року Курильов почав репетирувати з тріо, у якому з ним грали Павло Борисов та Михайло Нєфьодов. Група дала декілька концертів, але у травні 2003 року Борисов поїхав на гастролі з ДДТ. Коли у «ДДТ» закінчився великий ювілейний тур «Зниклий безвісти», тимчасово повернувся до «Електричних Партизанів».
У 2001 році проект «Grandbrothers» (Михайло Огородов — клавішні/вокал, Ігор Доценко — барабани, Павло Борисов — бас-гітара, Олександр Ляпін — гітари) підготував трек «Stop Looking Back» для триб'юту «Grand Funk Railroad».
У 2002 році брав участь у записі альбому Захар Май+ШИВА «Чорні вертольоти».
У 2003 році записав бас-гітару для альбому проекту «Рок-Група» — «Попса». У 2004 році записав з Ігорем Доценком дебютний альбом легендарного чеченського співака Бекхана. Наприкінці 2006 році приєднався до створення альбому «Пошук» колективу «Сонце-Хмари» — музикального проекту рок-фотографа Андрія Федечка.
28 листопада 2006 року на щорічному фестивалі «Герої світового року», на честь 15-річчя радіостанції «Радіо РОКС», у Льодовому палаці Санкт-Петербургу ритм-секція «ДДТ» супроводжувала Ієна Гіллана та Кена Хенслі. Цей виступ став «зірковою годиною» Ігоря Доценка, Павла Борисова, Михайла Огородова та Олексія Федічєва. Однак їхні імена не згадали ні на одній афіші. Пісні «Uriah Heep» та «Deep Purple» вони знають ще з часів танцмайданчиків студентської юності. Три рази збиралися після планових виступів з Юрієм Шевчуком та обкатували програму по півтори-дві години. А напередодні приїзду Гіллана та Хенслі репетиція тривала до ночі.
Борисов увійшов у музичний проект Юрія Соболєва (Гомберга) «Королі регтайму» («Пітер-регтайм»). Це тріо — клавіші, гітара, ударні — виконує джазові твори різних стилів та напрямків. Павло вважає, що подібне заняття дає можливість музиканту розкритися у повній мірі.
У 2008 році Павло Борисов — бас та контрабас на альбомі «Скло» групи «Третя Світова Весна».
5 грудня 2008 року у Тюменській філармонії пройшов міжнародний фестиваль «Daniel Snow Jazz», організований Данилом Крамером. У склад санкт-петербурзького ансамблю «Музи Канти. Soundproject.» також увійшов Павло Борисов.
23 грудня 2008 року автомобіль Павла Борисова на вулиці Некрасова 18 у Санкт-Петербурзі обікрали невідомі. Був вкрадений бас Fodera Emperor II, який музикант придбав у Чикаго у 2007 році. Зловмисники розкрили багажник автомашини «Тойота Королла» та викрали інструмент у чохлі вартістю 200 тисяч рублів. З салону зникли два барабани та фотоапарат Canon загальною вартістю 10 тисяч рублів.
Проте 24 грудня 2008 року Павлу Борисову злочинці добровільно повернули вкрадену бас-гітару. Учасники «ДДТ» називали цю історію не інакше як передноворічним дивом. З 2004 року музикант почав освоювати контрабас.
Навчався сам, навіть нікого зі знайомих контрабасистів не просив допомогти. Купував посібники, шукав матеріал у Інтернеті. Перший раз — у Льодовому палаці я зіграв через рік після того як купив контрабас. Потрібно було щось зіграти з Юрієм Шевчуком, чотири чи п'ять номерів — був збірний концерт. Я виліз з контрабасом, десять тисяч народу, начебто нормально зіграв — прем'єра відбулась. Записав на контрабасі чимало платівок. Багато змінював, експериментував, врізав коліщатка у підставку. Контрабас чеський, підзвучка — Fishman Full Circle, передпідсилювач — Fishman Platinum.
16 вересня 2010 року грав у петербурзькому клубі «Танці» на Дні народження групи «Іва Нова».
Тимчасово приєднався до експериментального проекту Максима Нового (лідера групи С. О. К.). Спочатку вони зустрілися та почали грати пісні у складі: контрабас, гітара, вокал. Незабаром приєднався баяніст Павло Мухін та саунд проекту сформував назву «ШАНСОК», але потім Борисов відсторонився.
У 2011 році з'явився фільм Олега Флянгольца «Байдужість», знятий у 2010-му. Пісня «Трикутникк», яку виконав Едуард Хіль, була створена силами учасника супергрупи «Хіль та сини» Олександра Лушина з «Препінаків», Павла Борисова на контрабасі, трубача Івана Васильєва («ДДТ») та автору композиції Олександра Сазонова («КАТЯ ТА КРОКОДИЛZ»). Останні двоє склали й усю іншу музику у фільмі.
6 березня 2011 року виступив разом з групою FeedBack (Вадим Курильов, Олександр Ляпін, Михайло Нєфьодов) на концерті пам'яті Юрія Морозова у ВКЗ «Аврора» у Санкт-Петербурзі. Весною 2011 року стало відомо про відхід Борисова з «ДДТ». З групою він відіграв на усіх студійних альбомах, починаючи з «Світ номер нуль» та закінчуючи «Інакше».
Пішов басист Паша Борисов. Він зав'язав з музикою, розпродав гітари, взяв рюкзак та пішов блукати по світу. У нього мрія обійти увесь світ пішки, зараз він десь у Китаї. Періодично надсилає СМС, що, мовляв, живий-здоровий. Хочу, каже, перед смертю побачити світ.— Юрій Шевчук
23 травня 2012 року Вєтров представив програму «Лід», основу якої складають пісні на вірші поета Срібного віку Георгія Іванова. Разом з Олександром на сцену вийшли Марк Бомштейн («Джунглі»), Павел Борисов, Антон Спартаков («Present Perfect Band»), Михайло Коловський («АукцЫон»), Кирило Міллер, Олександр Мішуков. 3 червня 2012 року вони дали концерт на сцені «Клубу 39» у Великому Новгороді.
26 квітня 2013 року зіграв на басу з групою «Різні люди» під час презентації альбому «Чернець» у клубі «Mezzo Forte», Москва. Далі продовжив виступати з групою. На час ювілейних концертів знову увійшов до складу «Електричних Партизанів».
У 2014 році були виступи з ансамблем Kaustika, групою Ігоря Семьонова «Рок-Штат», де Борисов став басистом оновленого складу (поява на фестивалі Мотоярославець), 17 квітня пройшла перша за 16 років репетиція колективу. 12 червня — Кен Хенслі у Всеволожську, 12 липня — День міста у Великих Луках: група «Білий орел», Афіна Деліоніді; 20 липня — вечір пам'яті Михайла Горшеньова у Ювілейному: Сонце-Хмари. 15 жовтня Павло грав разом з групою Андрія Капрова у Театрі Естради.